# Häggsjövik
Häggsjövik är en by i Hotagens distrikt (Hotagens socken) i Krokoms kommun belägen ungefär 10 mil från Östersund längs fiskevägen (väg 340). SCB klassade orten som en småort fram till 2000.
Byn som grundades 1766 har under de senaste decennierna drabbats av avfolkning och tidigare verksamheter som två livsmedelsaffärer, grundskola med klasserna 1-6, snickeri, taxi och åkeri har försvunnit. 
I området finns gott ädelfiske.